# Дејвид Спејд
Дејвид Спејд (енгл. David Spade; 22. јул 1964) је амерички глумац, комичар, сценариста и телевизијска личност. Прославио се 1990-их као члан глумачке поставе скеч-комедије Saturday Night Live, а од тада је играо веће улоге у ситкомима Слободни стрелци, Осам једноставних правила и Школа за парове.

## Филмографија
| Филмски пројекти      |                                     |               |               |                        |
| Година                | Српски назив                        | Изворни назив | Улога         | Напомене               |
| 1994                  | Уједи живота                        |               | менаџер       |                        |
| 2010                  | Маторани                            |               | Маркус Хигинс |                        |
| 2012                  | Хотел Трансилванија                 |               | Грифин (глас) |                        |
| 2013                  | Маторани 2                          |               | Маркус Хигинс |                        |
| 2015                  | Хотел Трансилванија 2               |               | Грифин (глас) |                        |
| 2018                  | Хотел Трансилванија 3: Одмор почиње |               | Грифин (глас) |                        |
| 2022                  | Хотел Трансилванија: Трансформанија |               | Грифин (глас) |                        |
| Телевизијски пројекти |                                     |               |               |                        |
| 1989                  | Чувари плаже                        |               | Би Џеј        | епизода Second Wave    |
| 1990                  | Алф                                 |               | Лари Слоткин  | епизода Make 'em Laugh |
| 2011                  | Свита                               |               | глуми себе    | епизода The Big Bang   |